# 윈도우 라이브 즐겨찾기
윈도우 라이브 즐겨찾기(Windows Live Favorites)는 마이크로소프트사가 제공하는 윈도우 라이브 서비스의 일부이다. 사용자는 어떠한 컴퓨터에 즐겨찾기를 접근하고 편집할 수 있다. 또, 저만의 북마크를 인터넷 익스플로러와 MSN 익스플로러에서 가져온 다음 드래그 앤 드롭을 하여 "즐겨찾기 추가" 단추를 누름으로써(아니면 마우스 오른쪽 단추를 사용하여) 즐겨찾기를 추가할 수 있다. 그뿐 아니라, 사용자들이 이름, 주소, 폴더, 태그를 사용하여 좀 더 빠르게 즐겨찾기를 찾을 수 있게 도와 준다.
윈도우 라이브 즐겨찾기는 사용자 계정 하나에 모두 1,000개의 즐겨찾기와 폴더를 허용한다. 사용자들은 윈도우 라이브 ID를 갖추고 있어야 이러한 서비스를 이용할 수 있다.
서비스가 종료되고, 원드라이브로 데이터가 이전되었다.

## 기능
- 언제 어디서나 즐겨찾기를 추가하고 정리할 수 있다.
- "가져오기" 단추를 눌러서 컴퓨터에서 쓰던 즐겨찾기를 가져 온다.
- 즐겨찾기를 추가할 방법은 여러 가지이다.
  - 페이지 맨 위에서 추가 메뉴의 추가 옵션을 누른다.
  - "윈도우 라이브 즐겨찾기를 위한 빠른 추가" 링크를 눌러 사용자 즐겨찾기의 루트 디렉터리에 저장한다.
  - 웹 페이지의 링크에 마우스 오른쪽 단추를 누른 뒤 "윈도우 라이브 즐겨찾기에 추가"를 누른다.
- 인라인 미리보기를 통해 사용자가 즐겨찾는 웹 페이지를 윈도우 라이브 즐겨찾기 안에서 미리 본다.
- 마우스 오른쪽 단추를 눌러 즐겨찾기의 특성을 편집한다.
- "태그로 찾기"를 사용하여 사용자가 태그의 목록을 확인하고 탐색할 수 있다.
- 실시간 검색을 사용하여 사용자가 즐겨찾기의 이름, 폴더, 태그, 주소로 종류를 골라 검색할 수 있다.

## 통합
- 윈도우 라이브 툴바
- 윈도우 라이브 스페이스
- 윈도우 라이브 메신저
- 라이브 닷컴

## 같이 보기
- 윈도우 라이브
- 윈도우 라이브 툴바
- 윈도우 라이브 스페이스
- 윈도우 라이브 메신저
- 라이브 닷컴